# Gurvan Sajhan
Gurvan Sajhan (mongolsko Гурван Сайхан, »tri lepotice«) je gorovje v provinci Ömöngovi v južni Mongoliji. razdeljeno je na tri podobmočja: Baruun Sajhani Nuruu (Zahodna lepotica), Dund Sajhani Nuruu (Srednja lepotica) in Zuun Sajhani Nuruu (Vzhodna lepotica)
Najvišji vrh je Dund Sajhani Nuruu in je visok 2825 metrov. Slikovita soteska Jolin Am leži v Zuun Sajhani Nuruu. Čeprav je območje obdano s puščavo Gobi, je v Jolin Amu najmanj pol leta stalno polje ledu.
Območje gorovja tvori vzhodni del narodnega parka Gobi Gurvansajhan.